# Konyaspor Kulübü
Il Konyaspor Kulübü, noto semplicemente come Konyaspor, è una società calcistica turca con sede nella città di Konya, militante nella Süper Lig, la massima divisione turca.
Vanta la vittoria di una Coppa di Turchia, ottenuta nel 2016-2017 in finale contro l'İstanbul Başakşehir ai tiri di rigore. La squadra si è ripetuta il 6 agosto 2017, vincendo la Supercoppa di Turchia contro il Beşiktaş campione di Turchia.
Dal 2013 disputa le partite interne allo stadio municipale metropolitano di Konya (42 042 posti).

## Storia
Il club fu fondato come Konya Gençlerbirliği il 22 giugno 1922. Laureatosi campione regionale di Konya, partecipò nel 1924 al campionato turco, la prima edizione del torneo. 
Nel 1965 la squadra si fuse con Meramspor, Selçukspor e Çimentospor e assunse il nome di Konyaspor Kulübü, adottando come colori sociali il bianco e il nero. Nel 1981 esordì in TFF 2. Lig, che allora rappresentava la seconda divisione del campionato turco di calcio. Dopo la fusione con i rivali cittadini del Konya İdman Yurdu adottò come colori sociali il bianco e il verde, che erano usati da quest'ultima squadra. Nel 1987-1988 vinse il campionato di TFF 2. Lig e ottenne la promozione in massima divisione per la prima volta. 
Dal 1988 al 1993 il Konyaspor militò in massima serie, in cui giocò 160 partite, ottenendo 47 vittorie e 33 pareggi e subendo 80 sconfitte. Nel 1988-1989 raggiunse la semifinale della Coppa di Turchia, dove fu eliminato dal Beşiktaş, poi vincitore del trofeo. Nel 1992-1993 la squadra non riuscì a evitare la retrocessione in seconda divisione, in cui rimase per dieci anni prima di risalire in massima serie, nel 2003. Nel 2003-2004 e 2004-2005 raggiunse i quarti di finale della coppa nazionale, mentre nel 2008-2009 il sedicesimo posto condannò il club a una nuova retrocessione in seconda serie. Il ritorno in Süper Lig fu immediato, grazie alla vittoria dei play-off, cui il Konyaspor ebbe accesso grazie al sesto posto in campionato di TFF 1. Lig. Una nuova retrocessione dalla massima divisione si verificò, tuttavia, nel 2010-2011. 
Al termine della stagione 2012-2013 la squadra risalì in Süper Lig e nel 2015-2016 ottenne il terzo posto nella prima divisione, il migliore risultato nella storia del club, qualificandosi all'Europa League. Concluso il girone europeo all'ultimo posto, nel 2016-2017 la squadra vinse la coppa nazionale battendo in finale il İstanbul Başakşehir per 4-1 ai tiri di rigore (0-0 dopo i tempi supplementari); per la compagine di Konya fu il primo trofeo in novantacinque anni di storia. Nel 2017 vinse anche la Supercoppa di Turchia battendo per 2-1 il Besiktas. Nel 2021-2022 il Konyaspor replicò il suo miglior piazzamento in campionato finendo terzo a -5 dalla zona Champions.

## Palmarès

### Competizioni nazionali
- Coppa di Turchia: 1

2016-2017
- Supercoppa di Turchia: 1

2017
- TFF 1. Lig: 1

2002-2003
- TFF 3. Lig: 1

1970-1971

### Altri piazzamenti
- Campionato turco:

Terzo posto: 2015-2016, 2021-2022
- Coppa di Turchia:

Semifinalista: 1988-1989, 2015-2016, 2024-2025
- TFF 1. Lig:

Vittoria play-off: 2009-2010, 2012-2013

## Statistiche e record

### Statistiche nelle competizioni UEFA
Tabella aggiornata alla fine della stagione 2018-2019.
| Competizione                  | Partecipazioni | G  | V | N | P | RF | RS |
| ----------------------------- | -------------- | -- | - | - | - | -- | -- |
| Coppa UEFA/UEFA Europa League | 2              | 12 | 1 | 4 | 7 | 6  | 18 |

## Organico

### Rosa 2025-2026
Aggiornata al 19 agosto 2025.
| N. |                               | Ruolo | Calciatore          |
| -- | ----------------------------- | ----- | ------------------- |
| 1  | Turchia (bandiera)            | P     | Deniz Ertaş         |
| 3  | Turchia (bandiera)            | D     | Yasir Subaşı        |
| 4  | Turchia (bandiera)            | D     | Adil Demirbağ       |
| 5  | Turchia (bandiera)            | D     | Uğurcan Yazğılı     |
| 7  | Turchia (bandiera)            | A     | Tunahan Taşçı       |
| 8  | Brasile (bandiera)            | A     | Pedrinho            |
| 9  | Serbia (bandiera)             | C     | Danijel Aleksić     |
| 10 | Macedonia del Nord (bandiera) | C     | Enis Bardhi         |
| 11 | Romania (bandiera)            | C     | Marius Ștefănescu   |
| 12 | Brasile (bandiera)            | D     | Guilherme Sityá     |
| 13 | Turchia (bandiera)            | P     | Bahadır Güngördü    |
| 14 | Austria (bandiera)            | C     | Mücahit İbrahimoğlu |
| 15 | Croazia (bandiera)            | D     | Josip Čalušić       |
| 16 | Serbia (bandiera)             | C     | Marko Jevtović      |
| 17 | Turchia (bandiera)            | A     | Melih Bostan        |
| 18 | Senegal (bandiera)            | A     | Alassane Ndao       |

| N. |                           | Ruolo | Calciatore         |
| -- | ------------------------- | ----- | ------------------ |
| 19 | Turchia (bandiera)        | C     | Ufuk Akyol         |
| 20 | Curaçao (bandiera)        | D     | Riechedly Bazoer   |
| 21 | Corea del Sud (bandiera)  | C     | Jo Jin-ho          |
| 22 | Turchia (bandiera)        | A     | Umut Nayir         |
| 23 | Rep. del Congo (bandiera) | D     | Yhoan Andzouana    |
| 29 | Turchia (bandiera)        | P     | Egemen Aydın       |
| 37 | Turchia (bandiera)        | D     | Utku Eriş          |
| 42 | Norvegia (bandiera)       | C     | Morten Bjørlo      |
| 45 | Turchia (bandiera)        | A     | Emir Bars          |
| 70 | Turchia (bandiera)        | A     | Kaan Akyazı        |
| 77 | Turchia (bandiera)        | C     | Melih İbrahimoğlu  |
| 91 | Turchia (bandiera)        | D     | Abdurrahman Üresin |
| 99 | Slovenia (bandiera)       | A     | Blaž Kramer        |
|    | Ghana (bandiera)          | C     | Emmanuel Boateng   |
|    | Senegal (bandiera)        | A     | Bouly Sambou       |

## Staff tecnico
- Allenatore:  Aleksandar Stanojević
- Vice-Allenatore:  Osman Demir
- Team Manager: ?
- Preparatore dei portieri:  Bekir Arpaci
- Preparatore atletico:  Cagatay Turan
- Medico sociale: ?
- Fisioterapista:  Ilker Aribas
- Direttore Sportivo:  Murat Erdoğan